# Dubove, Țarîceanka
Dubove (în ucraineană Дубове) este un sat în așezarea urbană Țarîceanka din raionul Țarîceanka, regiunea Dnipropetrovsk, Ucraina.

## Demografie
Componența lingvistică a localității Dubove
     Ucraineană (97,48%)
     Rusă (1,96%)
     Alte limbi (0,56%)
Conform recensământului din 2001, majoritatea populației localității Dubove era vorbitoare de ucraineană (97,48%), existând în minoritate și vorbitori de rusă (1,96%).